# Новоніколаєвське (Кугарчинський район)
Новонікола́євське (рос. Новониколаевское, башк. Яңы Николаевский) — село у складі Кугарчинського району Башкортостану, Росія. Входить до складу Мраковської сільської ради.
Утворене шляхом об'єднання двох сіл: Новоніколаєвське (156 осіб в 2002 році, 90% росіян) та Гусевське (205 осіб в 2002 році, 83% росіян).
Населення — 328 осіб (2010; 361 в 2002).
Національний склад:
- росіяни — 86%